# Eremopoa capillaris
Eremopoa capillaris är en gräsart som beskrevs av Robert Reid Mill. Eremopoa capillaris ingår i släktet eremitgröen, och familjen gräs. Inga underarter finns listade i Catalogue of Life.